# Tanyderus pictus
Tanyderus pictus är en tvåvingeart som beskrevs av Philippi 1865. Tanyderus pictus ingår i släktet Tanyderus och familjen Tanyderidae. Inga underarter finns listade i Catalogue of Life.